# Eutriorchis astur
La culebrera azor (Eutriorchis astur) es una especie de ave accipitriforme de la familia Accipitridae endémica de Madagascar. Se encuentra en peligro de extinción. Es la única especie del género Eutriorchis. No se reconocen subespecies.